# Rita Zucca
Rita Luisa Zucca, född 1912, död 1998, mest känd som Axis Sally tillsammans med Mildred Gillars under andra världskriget, var en italiensk-amerikansk radiopersonlighet anställd av den italienska regeringen. Radioprogrammen riktades främst till de allierade i Italien och Nordafrika.

## Unga år
Rita Zucca gick i klosterskola i Florens men flyttade sedan till New York för att hjälpa till i faderns restaurang. 1938 återvände hon till Italien och fick jobb som maskinskriverska. Tre år senare avsade hon sig sitt amerikanska medborgarskap för att inte Benito Mussolinis regering skulle tvångsinlösa familjens egendom.

## Axis Sally
När de allierade tågade in i Italien ville Mussolini starta propagandaradio i stil med Nazityskland och med Mildred Gillars, Axis Sally, som förebild. Zucca fick jobb på italienska radion i Rom och började i programmet Jerry's Front Calling. På grund av den förebild man valt för Zucca tog det inte lång tid innan även hon fick smeknamnet Axis Sally. Hon slutade alltid radioshowerna med a sweet kiss from Sally.
Ibland använde man underrättelser från Tyskland och en av de mest noterbara saker som Rita gjorde var när hon skickade en hälsning 8 juli 1943. Hälsningen var direkt ställd till the wonderful boys of the 504th Parachute Regiment och hon berättade att man visste var och när dessa soldater skulle hoppa över Italien och att man väntade på dem. Det var för övrigt dagen före den allierade invasionen av Sicilien.
1944 fick man flytta stationen till Milano på grund av de allierade framgångarna. Rita Zucca var då gravid och födde en son 15 december samma år. Hon sände sitt sista program 25 april 1945.

## Efterspel
Zucca drog sig tillbaka och gömde sig på sin farbrors gård i Milano men greps 5 juni 1945. De amerikanska försöken att åtala henne gick om intet då det uppdagades att Rita avsagt sig sitt amerikanska medborgarskap före sändningarnas början. Däremot blev hon en icke önskvärd person i USA. En italiensk krigstribunal tog sen upp hennes fall och 29 mars 1946 dömdes hon till 4,5 års fängelse. Hon släpptes efter nio månader.